# Guitar Songs
Guitar Songs é o segundo extended play (EP) da cantora e compositora estadunidense Billie Eilish. Foi lançado digitalmente em 21 de julho de 2022, pelas gravadoras Darkroom e Interscope Records. Eilish estreou a canção "TV" durante a seção europeia de sua turnê Happier Than Ever, The World Tour, em Manchester.

## Recepção da crítica
Em uma crítica ao The Guardian, Laura Snapes classificou a produção como quatro de cinco estrelas, dizendo que uma "mudança de perspectiva enjoativa sustenta" o EP. Jon Pareles escreveu ao The New York Times que as músicas são "modestamente dedilhadas, mas ricamente produzidas".

## Lista de faixas
Todas as faixas escritas e compostas por Billie Eilish e Finneas O'Connell. 
| Guitar Songs   |                |         |  |
| N.º            | Título         | Duração |  |
| 1.             | "TV"           | 4:41    |  |
| 2.             | "The 30th"     | 3:36    |  |
| Duração total: | Duração total: | 8:17    |  |

## Créditos
- Billie Eilish - vocais, engenharia, edição vocal
- Finneas O'Connell - produção, engenharia, edição vocal, baixo, bateria, guitarra, piano, programação, sintetizador
- Dave Kutch - masterização
- Rob Kinelski - mixagem
- Eli Heisler - assistente de mixagem